# Беляевская (Кировская область)
Беляевская — деревня в Слободском районе Кировской области в составе Денисовского сельского поселения.

## География
Находится на расстоянии примерно 2 км на север-северо-запад от районного центра города Слободской.

## История
Была известна с 1762 года как деревня с населением 12 человек. В 1873 году учтено здесь было  дворов 8 и жителей 67, в 1905 17 и 121, в 1926 26 и 106, в 1950 28 и 91.

### Поселок программистов
В 2014 году разработчиком и предпринимателем Алексеем Конышевым на юго-западе от деревни Берляевская был основан Посёлок программистов.
Всего было размечено 60 участков, которые продавались по себестоимости. Владелец участка был обязан в течение года построить дом. Дома строились из максимально дешёвых материалов. Действовала система приглашений. Жильцам посёлка запрещалось курить и пить в общественных зонах.
Планировалась постройка лодочной станции и пляжа, спортивного центра, коворкинга, гостиницы, продуктового магазина.
По состоянию на 2017 году в посёлке было построено четыре дома и проживало четыре семьи, в 2018 году — шесть домов и шесть семей, а в 2021 году — девять домов и девять семей.
В 2019-2021 годах между жителями посёлка и его основателем начались конфликты: Алексей Конышев перерывал дорогу для проезда, отключал электроэнергию, водоснабжение и интернет.
Ныне посёлок развивается как глэмпинг на восемь домов с тематическим инженерным парком на берегу озера.

## Инфраструктура
Антикафе «Хуториум», гостиница «Парк Инженер», детская площадка.

## Общественный транспорт
Беляевская обслуживается автобусным маршрутом № 113 Слободской — Совье-2.

## Улицы
Парковая, Кедровая, Озёрная.

## Население
| 2010 |
| ---- |
| 17   |

Постоянное население в 2002 году составляло 11 человек (русские 100%).